# 侯水盛
侯水盛（1949年1月10日—2018年3月26日），臺灣政治人物，民主進步黨籍，曾代表民主進步黨出任立法委員。
由於部分爭議性言論，使其與林重謨、蔡啟芳合稱為民進黨立法院三寶。2007年因於臺南縣第二選舉區黨內初選敗給後輩黃偉哲，最終並未競選連任；林重謨和蔡啟芳最後均在大選中落馬，立院三寶就此走入歷史。

## 爭議
醫生出身的侯水盛在立法院常語出驚人，提出「同志亡國論」。
於2005年3月2日，侯水盛等37名立委認為《後天免疫缺乏症候群防治條例》（於2018年改為人類免疫缺乏病毒傳染防治及感染者權益保障條例）第六條之一及第十七條（配合第六條之一修正）之規定，是「大開後天免疫缺乏症候群防治之倒車」，而忽視未受感染者的權利，為避免愛滋病擴散蔓延，威脅國人之生命健康基本人權，是以提案欲修正。
- 原條文第六條之一：

「感染人類免疫缺乏病毒者之人格與合法權益應受尊重及保障，不得予以歧視，拒絕其就學、就醫、就業或予其他不公平之待遇。
未經感染人類免疫缺乏病毒者同意，不得對其錄音、錄影或攝影。
中央衛生主管機關對感染人類免疫缺乏病毒者所從事之工作，為避免其傳染於人，得予必要之限制。」
- 侯水盛等37人提出之修正草案第六條之一：

「感染人類免疫缺乏病毒者之人格與合法權益應受尊重及保障。但中央衛生主觀機關為避免傳染於人，得予以必要之限制。」
其後引來愛滋感染者權益促進會的撻伐。愛滋病感染者權益促進會指出，現行條文第二、三項所涵括之愛滋病感染者基本人權保障條款在草案中將全數予以刪除。
侯水盛等人的邏輯為：「保障愛滋感染者權益，等於危害大眾健康安全」。然而在1998年聯合國人權中心召開第一屆「愛滋與人權」會議即揭示「人權保障、預防教育與藥物治療，三者共同為愛滋防治核心」。即使在有法律明文保障的現在，愛滋感染者仍身處晦暗之中，是以不能再將防治條例中唯一提供愛滋感染者基本權保障的條文刪除。並發起反對侯水盛提案的連署。亦有多個NGO團體站出來反對，隨後有愛滋感染者也站出來發聲，多家媒體亦批判該草案「踐踏愛滋人權」。